# 万福寺 (藤沢市)
万福寺（まんぷくじ）は神奈川県藤沢市鵠沼神明にある真宗大谷派（東本願寺系）の寺。武蔵国豊島郡荒木村（現・埼玉県行田市）出身の源海が寛元3年（1245年）に開山・創建したと伝えられる鵠沼最古の寺院である。正式名は鵠沼山 清光院 萬福寺。

## 歴史
鵠沼山清光院万福寺と号し、僧源海が寛元3年（1245年）開山・創建したという真宗大谷派（東本願寺系）の寺である。親鸞の弟子として師に仕えていた源海が寛元3年故郷へと志したとき、聖人の形見として、聖徳太子自作といわれる太子像（木像）を譲られた。帰りの途中江の島の岩屋に参篭し、夜の波間に浮遊する光るものを取り上げ、立像の阿弥陀如来を感得したとされる。霊場をもとめて砥上ヶ原にきた源海上人は、鵠（クグヒ・白鳥）の棲む沼地の一方を埋めて、一宇を創立し鵠沼山万福寺と号し、かの尊像阿弥陀如来を安置し、開基創建したと語り継がれている。寺務5年の後、真弟誓海に譲り（真弟とは実子で僧職を継承すること）、故郷荒木に帰り建長5年（1253年）10月22日89歳にて遷化した。
その後、寺は文亀2年（1502年）火災で焼失、永正5年（1508年）再興されたが、まもなく北条氏綱の弾圧を受けた。享禄元年（1528年）氏綱は領内の真宗寺院を迫害した。甲州の武田信玄は本願寺の親戚に当たり、真宗に好意をもっていたために、氏綱は宗徒が一揆を起して信玄に通ずるのを警戒した。そこで氏綱は相模の真宗寺院を浄土宗に改宗させ、鎌倉の光明寺の末寺にしようとした。このとき、万福寺の住職空円は断固としてこの命令を拒否したため、終に空円は六本松原のもとで断殺され、寺は破却された。このとき空円は静かに念仏を唱え、従容として死についたという。
　寺は、享保3年（1718年）8月に没した良意によって中興されたが、1897年（明治30年）9月焼失した。以後仮堂ですごしたが、その後復興し現在に至っている。

## 伽藍
- 本堂 - 木造瓦葺き。別棟の庫裡、客殿が付属する。彫刻は、藤沢彫川（一元）の永田謹一郎。
  - 本尊 - 木造阿弥陀如来立像、像高64.3cm（センチメートル）、総高181.5cm、寄木造、江戸時代の作である[2]。江の島で感得されたと伝える旧本尊は明治30年の火災で焼失したため、現在の本尊は茅ヶ崎市小和田の阿弥陀堂（真言宗）千手院持の阿弥陀堂の本尊を移入したものである。印相は上品下生の来迎印を結んでいる。
  - 木造阿弥陀如来立像、総高約53cm、黒仏と称し、江戸小日向の廓然寺（明治初期廃絶）の本尊であったという。江戸前期の作。
  - 木造阿弥陀如来坐像、総高約32cm、その外多数あり。
- 太子堂 - 木造瓦葺き八角堂。

開基源海が師親鸞の形見として譲られた聖徳太子自作と伝えられる太子像（木像）を祀るため、法隆寺夢殿を模して建てられた八角形の太子堂。2003年（平成15年）10月17日、落慶法要が営まれた。
- 鐘楼 - 木造瓦葺き。

最初の梵鐘がいつ作られたかは不明だが、寛文3年（1663年）十六世良意、梵鐘を鋳替えと寺伝にあり、さらに文政4年（1821年）10月廿世良締、梵鐘を再鋳造とある。1943年（昭和18年）、太平洋戦争のため供出されたが、1983年（昭和58年）10月に復興された。
- 山門 - 木造瓦葺き。彫刻は、板倉聖峯（富士市）。
- 裏門 - 木造瓦葺き。彫刻は、板倉聖峯（富士市）。

## 住職

### 開基源海
寺伝によると、源海は藤原鎌足の末孫で俗姓日野真夏11世安藤駿河守隆光と称する武蔵国豊島郡荒木村（現・埼玉県行田市）を領する武将で、武州児玉党の随一といわれていた。隆光は二児が同時に死去したのに落胆し出家した。その頃後に浄土真宗の開祖となった親鸞は、越後に流配され、4年後赦免されたが帰京せず建保2年（1214年）妻忠信尼を伴い関東に移住し、以後約20年間民衆の布教に専念した。隆光、後の荒木源海が常陸笠間の稲田の草庵に親鸞を訪ねて、直弟子となったという。後に関東六老僧の一人となり、武州荒木において一宇を建て、万福寺と称した。寛元元年（1243年）上京して、山科の興正寺に住み、親鸞聖人の傍近くに仕えた。以後は縁起に記したとおり。
- 関東六老僧 - 親鸞の有力な直弟子
  - 甲斐 - 等々力源誓（等々力山万福寺）
  - 武蔵 - 荒木源海（荒木万福寺）
  - 相模 - 野比明光（野比最寶寺）
  - 相模 - 山下了源（京都仏光寺）
  - 三河 - 長瀬専海（岡崎願照寺）
  - 武蔵 - 麻布了海（麻布善福寺）

### 歴代
開基源海―誓海―了誓―源了―唯了―了願―了順―空円―了空―唯順―唯願―了岸―中興良意―良寿―良念―再住良意―良覚―良慧―良隋―良海―良諦―良因―良空―良月―二十五世現在　良正

### 良空（蕉窓）と鵠沼連
万福寺二十三世良空は幕末～明治期の住職で、俳号を蕉窓と称し、『俳諧画像集』に肖像が掲載されるほどだから、市井の俳人という域は脱していたと思われる。妻=ソノは江戸小日向水道端の廓然寺（かくねんじ）四世・十方庵津田大浄敬順の流れを汲む。大浄は『遊歴雑記』の著者として知られており、俳号を以風といった。蕉窓は普門寺の住職・蕉如と並んで鵠沼村の俳諧グループ「鵠沼連」の代表メンバーであった。「鵠沼連」の指導者は藤沢宿の書家で鴫立庵系の俳人阿部石年や、幕末に藤沢俳壇の中心人物であった如々（大鋸感応院の住職）があたった。
1994年（平成6年）10月17日、蕉窓句碑が孫の良正現住職の手で萬福寺境内に造立された。

### 良正（前住職）と公害闘争
前住職荒木良正は万福寺二十五世にあたり、郷土史、文学史に造詣が深く、研究グループの指導的立場にあり、地元誌への寄稿も多い。
1959年（昭和34年）、万福寺の西隣に日本電気硝子の工場が設立された。工場が建って間もなく、周辺の人々が工場の発する騒音や震動に迷惑を感じたことが話題になり、農作物や万福寺の樹木が枯死するに及んで、これも工場が建ってからの現象だと気付いた。1963年（昭和38年）11月、地元3町内会は連名で神奈川県と藤沢市に対し、日本電気硝子藤沢工場から出る騒音・煤煙・粉塵による被害について、善処方の陳情を行った。公害闘争のスタートである。最大の被害者でもある万福寺の荒木住職夫妻は、終始指導的立場にあり、会合などに寺の施設を提供した。1971年（昭和46年）3月、新たに鉛公害が発覚し、公害闘争は新段階を迎えた。この公害闘争が一応の決着を見るのは1980年（昭和55年）である。
1988年（昭和63年）5月21日、万福寺裏門脇に荒木住職の撰文による｢大気汚染告発記念碑｣が造立され、除幕式が挙行された。

## 主な墓碑
- 大磯屋墓地 - 数十基あり、その中には飯盛女の墓も含まれるという。
大磯屋は遊行寺橋から3軒目にあり、出身は大磯で、代々飯盛旅籠を営んでいた。明治維新後に廃業、藤次郎の子勝次郎は薬種商となり、その子次郎は市議となったが今は絶家。
  - 猪飼甚右衛門 - 元禄5年（1692年）12月25日。
  - 釋露林辰士猪飼市衛門 - 元文3年（1738年）7月3日
  - 釈　良哲妙誓位、俗名甚右衛門 - 明和7年（1770年）2月10日以下数代略す。
  - 猪飼蓬泉墓碑
塔身右側面に「三日月の居住直る箪(たかむしろ)」の蓬泉の句を刻む。
- 阿部父子の墓 - ともに藤沢宿の学者　
  - 阿部松翁と碑 - 本名を阿部松村といい、文化14年（1817年）没している。
  - 石年先生の墓 - 阿部石年は玄道、宝所とも号し、書家として有名であるが、俳句にもすぐれ鴫立庵系の俳人。天保6年（1835年）3月14日没。
- 内藤千代子の墓 - 鵠沼に幼少時から住んだ美人小説家で一世を風靡した。肺及び咽頭結核で31歳の若さで没した。本人が建てたとされる。
- 森銑三夫妻の墓 - 墓所は故郷の愛知県刈谷市にあるが、弟子たちによって分骨された。勉強会の仲間だった荒木住職が墓所を提供した。裏面に自作の和歌が彫られている。
- 江口朴郎の墓 - 幼少時から鵠沼橘に住んだ歴史学者。